# Konflikt etniczny w Mjanmie
Konflikt etniczny w Mjanmie – trwający od 1947 roku konflikt pomiędzy buddyjskimi władzami Mjanmy (do 2011 roku Birmy) a muzułmańską grupą etniczną Rohingja zamieszkującą południowe regiony kraju, zwłaszcza stan Rakhine (Arakan). Jest to niemal milionowa populacja wyznawców islamu, którzy przybyli na ziemie Mjanmy z Bangladeszu. W kraju zamieszkałym przez 130 grup etnicznych nie posiadają żadnego statusu i żadnych praw.

## Przebieg wydarzeń
Nienawiść etniczna trwa od 1947 roku. Konflikt skupia się na kwestiach dotyczących praw politycznych dyskryminowanej muzułmańskiej grupy etnicznej Rohingja.
W wyniku piętnowania przez juntę wojskową sprawującą władzę w Rangunie, Rohingja masowo uciekali z Rakihine w latach 90., jednak większość z tych, którzy podjęli ucieczkę, trafiło do obozu dla uchodźców w Koks Badźar. Wówczas opuszczone wioski zajmowali wojskowi. Władze w tym celu powołały Siedzibę Władz Granicznych i Imigracyjnych (NaSaKa). Było to faktycznie połączenie władz granicznych, policyjnych i okrutnej bezpieki. NaSaKa nie wydawała powracającym na swoje ziemie dokumentów, przez co członkowie grupy etnicznej stali się bezpaństwowcami. Sprzyjająca sytuacja pozwalała buddystom atakować muzułmanów bez jakichkolwiek konsekwencji. Większość spośród 60 mln mieszkańców Mjanmy to wyznawcy buddyzmu, a tylko niecałe 5% ludności stanowią muzułmanie.
Przemoc w stanie Rakhine wybucha okresowo. Gwałtowne zamieszki między muzułmanami i buddystami wybuchły w 2012. W falach przemocy w czerwcu i październiku 2012 zginęły łącznie 192 osoby, 265 zostało rannych, spalono aż 8614 domostw (w tym znaczna część stolicy prowincji – miasta Sittwe), a ponad 100 tys. osób znalazło się bez dachu nad głową, trafiając do trzech obozów przejściowych – w Sittwe, Myaybon i Pauk Taw. Ponowna fala przemocy wybuchła w dniach 20–22 marca 2013 w mieście Miktili, gdzie zginęło 40 osób. Wówczas prezydent Mjanmy Thein Sein wprowadził stan wyjątkowy i zagroził użyciem siły przeciwko ekstremistom.
Według Human Rights Watch siły rządowe angażują się w czystkach etnicznych na Rohingja. Powyższa grupa etniczna jest uznawana przez ONZ za jedną z najbardziej prześladowanych mniejszości na świecie.

## Wpływ Facebooka
Zarządzana przez Facebooka inicjatywa internet.org miała na celu połączenie z internetem biedniejszych krajów. Jednym z krajów objętych programem była Mjanma.
Facebook był krytykowany za niewystarczające zwalczanie mowy nienawiści kierowanej do ludności Rohingja. Według śledztwa przeprowadzonego przez Reutersa w 2018 roku, tysiące postów i komentarzy nacechowanych nienawiścią względem Rohingjów były wciąż widoczne na platformie. Z kolei według New York Timesa, wykorzystywano również Messengera do rozsyłania ostrzeżeń „o atakach dżihadystów”, zaś Rohingjom rozsyłano osobną informację o „protestach przeciwko muzułmanom, organizowanych przez mnichów buddyjskich”. W akcjach mających na celu dyskredytację oraz dalsze szerzenie mowy nienawiści wobec tego ludu poprzez tworzenie stron zawierających fake newsy, armia zaangażowała około 700 osób. Choć w 2021 roku Facebook uniemożliwił armii birmańskiej zakładanie nowych grup czy profili, 6 grudnia 2021 Rohingjowie pozwali korporację, domagając się odszkodowania w wysokości 150 miliardów dolarów. Pozywający zażądali przeprowadzenia procesu na podstawie prawa w Mjanmie.